# Gisela Bill
Gisela Bill (* 5. April 1949 in Bonn) ist eine deutsche Politikerin von Bündnis 90/Die Grünen, Frauenaktivistin und Sozialaktivistin. Sie ist Vorsitzende des Landesfrauenbeirats Rheinland-Pfalz und Mitglied der Gewerkschaft ver.di. 

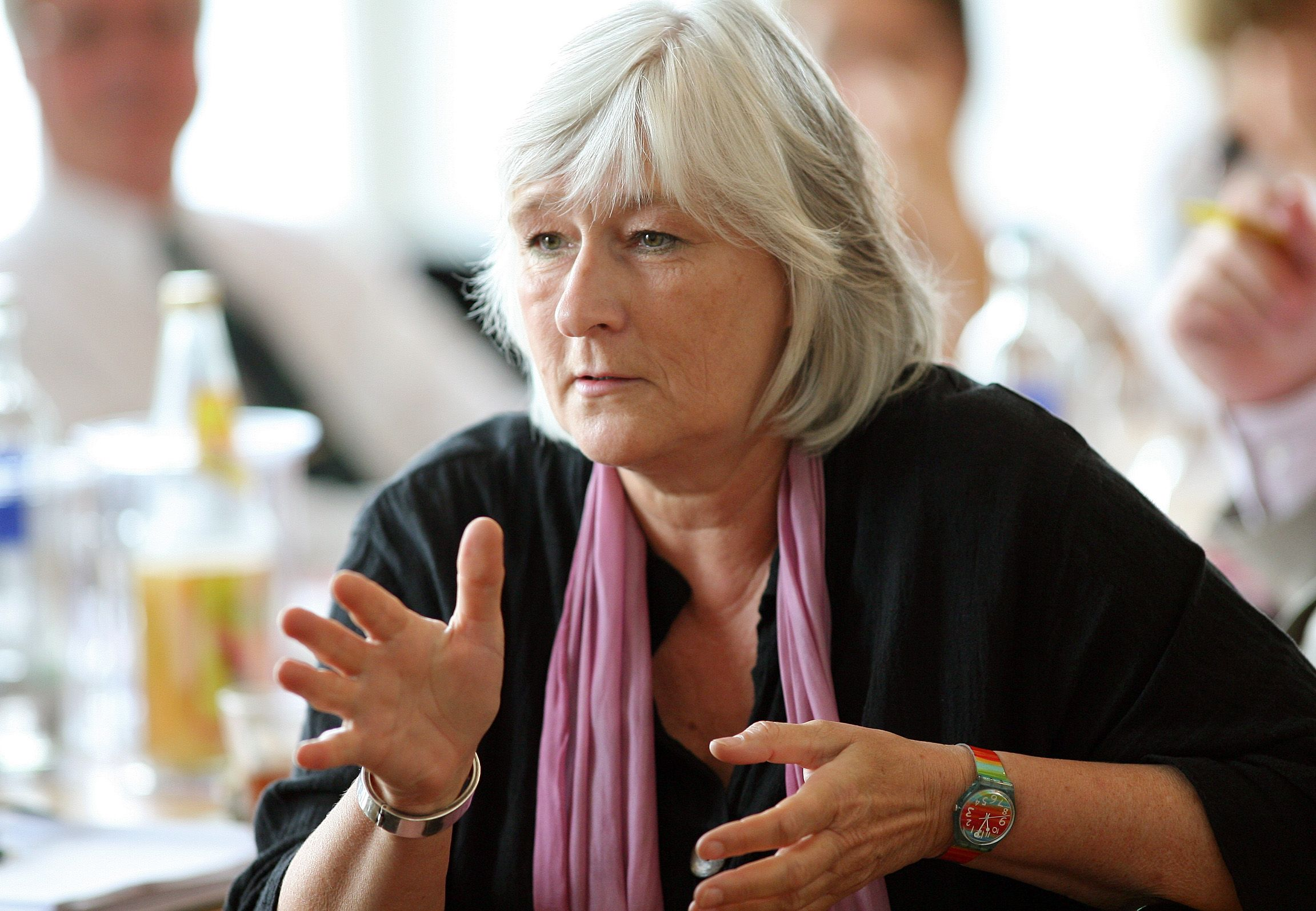
Gisela Bill 2007

## Ausbildung und Berufstätigkeit
Gisela Bill studierte in den 1970er Jahren an der Johannes Gutenberg-Universität Mainz Germanistik, Geschichte,  Katholische Theologie und Pädagogik. Das Studium war durch die Geburt zweier Kinder unterbrochen.
Von Oktober 2002 bis Dezember 2015 war Gisela Bill Geschäftsführerin des Vereins „Armut und Gesundheit in Deutschland“. Seit 2003 ist sie Projektleiterin von zwei Resilienzprojekten für Kinder und Jugendliche in Mainz.  

## Politische Tätigkeit
1980 wurde Gisela Bill Mitglied der Grünen. Sie baute deren Kreisverband Mainz-Bingen und den Landesverband Rheinland-Pfalz mit auf. 1982 wurde Gisela Bill zunächst Beisitzerin im Landesvorstand der Partei DIE GRÜNEN und 1983 bis 1985 deren Sprecherin. 1987 wurde sie in die erste grüne Landtagsfraktion im rheinland-pfälzischen Landtag gewählt. Die Fraktion wählte sie zu ihrer Fraktionsvorsitzenden und Sprecherin für Arbeitsmarkt-, Sozial- und Gesundheitspolitik, Frauenpolitik, Familien-, Kinder- und Jugendpolitik. Sie wurde Mitglied des sozialpolitischen Ausschusses, dem sie bis 2001 angehören wird. 1991 wurde Gisela Bill erneut in den Landtag und zunächst wieder zur Fraktionsvorsitzenden gewählt. Außerdem übernahm sie das Amt als Vorsitzende des Ausschusses für Frauenfragen, das sie zehn Jahre bis 2001 bekleiden sollte. Nach einer fraktionsinternen Auseinandersetzung im Jahr 1993 löste die grüne Bildungspolitikerin Friedel Grützmacher Gisela Bill als Fraktionsvorsitzende ab.
1996 wurde Gisela Bill zu einer dritten Legislaturperiode in den Landtag Rheinland-Pfalz wiedergewählt. Mit Friedel Grützmacher vernetzte sie in einem Fraktionsarbeitskreis Fragen der Sozial- und Frauenpolitik mit Fragen der Innen- und Rechtspolitik. In dieser Legislaturperiode setzten Bill und Grützmacher unter anderem erstmals Gender-Mainstreaming und eine eigenständige Antidiskriminierungspolitik für Lesben und Schwule auf die Tagesordnung des Landtags.
2001 schied Gisela Bill, die auf Listenplatz 7 ihrer Partei kandidierte, aus dem Landtag aus, da die Grünen nur sechs Sitze im Landtag gewannen. Sie absolvierte eine Ausbildung als Gender-Trainerin und wurde im gleichen Jahr Mitglied im Landesfrauenbeirat Rheinland-Pfalz und Mitglied im Frauenbündnis Rheinland-Pfalz. Seit 2002 ist sie für den Landesfrauenbeirat Mitglied im Rundfunkrat des SWR. Seit 2006 ist Bill Vorsitzende des Landesfrauenbeirats.

## Politische Schwerpunkte
In ihrer Zeit als Abgeordnete engagierte sie sich in der Arbeits-, Sozial-, Frauen- und Kinderpolitik. Ihre Initiativen reichten von der Etablierung eines Frauenbudgets, innovativer Frauenförderinstrumente, einer Armuts- und Reichtumsberichterstattung, der Förderung der Elternmitbestimmung bei Kindertagesstätten bis hin zu einer Antidiskriminierungspolitik für Lesben und Schwule.
Als Vorsitzende des Landesfrauenbeirats setzt sie sich aktuell für quotierte Wahllisten bei Kommunalwahlen ein. Als Geschäftsführerin des Vereins Armut und Gesundheit arbeitete sie für eine bessere Gesundheitsversorgung von Menschen in prekären Lebenslagen, insbesondere von obdachlosen Menschen und Menschen ohne Krankenversicherung.

## Ehrungen
- Bundesverdienstkreuz am Bande (5. Juli 2002)[1]
- Verdienstorden des Landes Rheinland-Pfalz (Dezember 2012)[6]